# Храм Артемиды (Джараш)
Храм Артемиды в Герасе — древнеримское святилище на территории современного города Джараш, в Иордании. Храм был построен на одной из самых высоких точек местности и господствовал над всем городом. Руины храма до сих пор являются одним из самых замечательных памятников, оставшихся от древнего города Гераса (нынешний Джараш).

## История
Артемида была божественной покровительницей города и высоко почиталась эллинистическим населением Герасы, в то время как семитская часть населения предпочитала поклоняться Зевсу. Строительство храма Артемиды было завершено в 150 году н. э., во время правления римского императора Антонина Пия.
Здание имело шестиколонный портик с 12 колоннами, из которых 11 сохранились до нынешнего времени. Коринфские капители, украшающие эти колонны, очень хорошо сохранились. Стены храма имели три входа, украшенные тремя коринфскими пилястрами.
Храм Артемиды предположительно был самым красивым и важным храмом древней Герасы, с изящными мраморными панелями и богато украшенной священной статуей богини внутри целлы.
Если храм все ещё использовался в IV веке, то он должен был быть закрыт во время гонений на язычников в поздней Римской Империи. В начале XII века храм был превращён в крепость гарнизоном, расквартированным в этом районе Захируд-дином Сейфул-Исламом Тугтегином, эмиром Дамаска. Балдуин II, король Иерусалима, захватил и сжёг крепость в 1121—1122 годах. На внутренних гранях стен храма до сих пор отчётливо виднеются следы большого пожара.
Храм, наряду с другими античными сооружениями в районе Герасы, был раскопан Кларенсом Стэнли Фишером и его экспедицией в 1930-х годах.

## Галерея

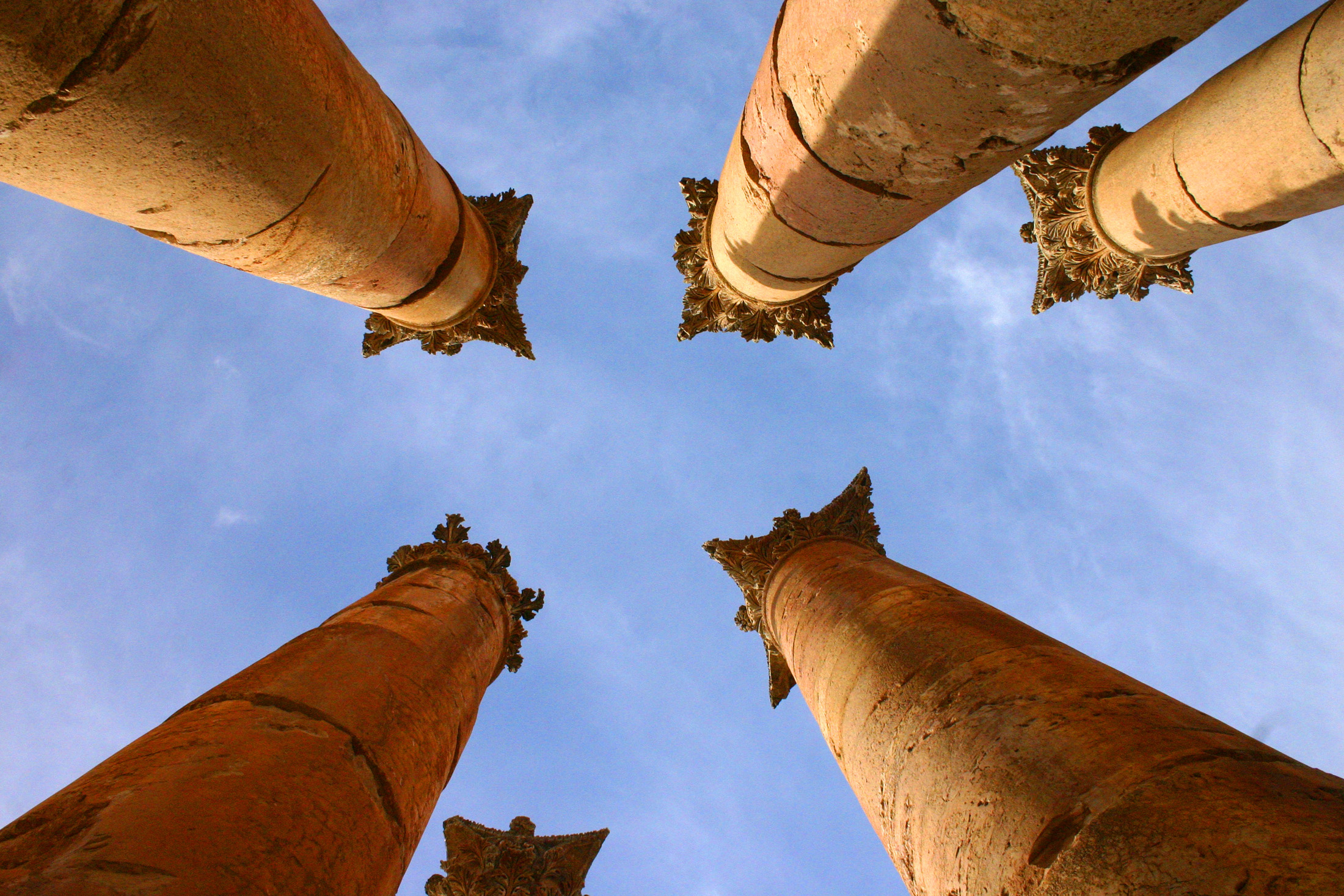
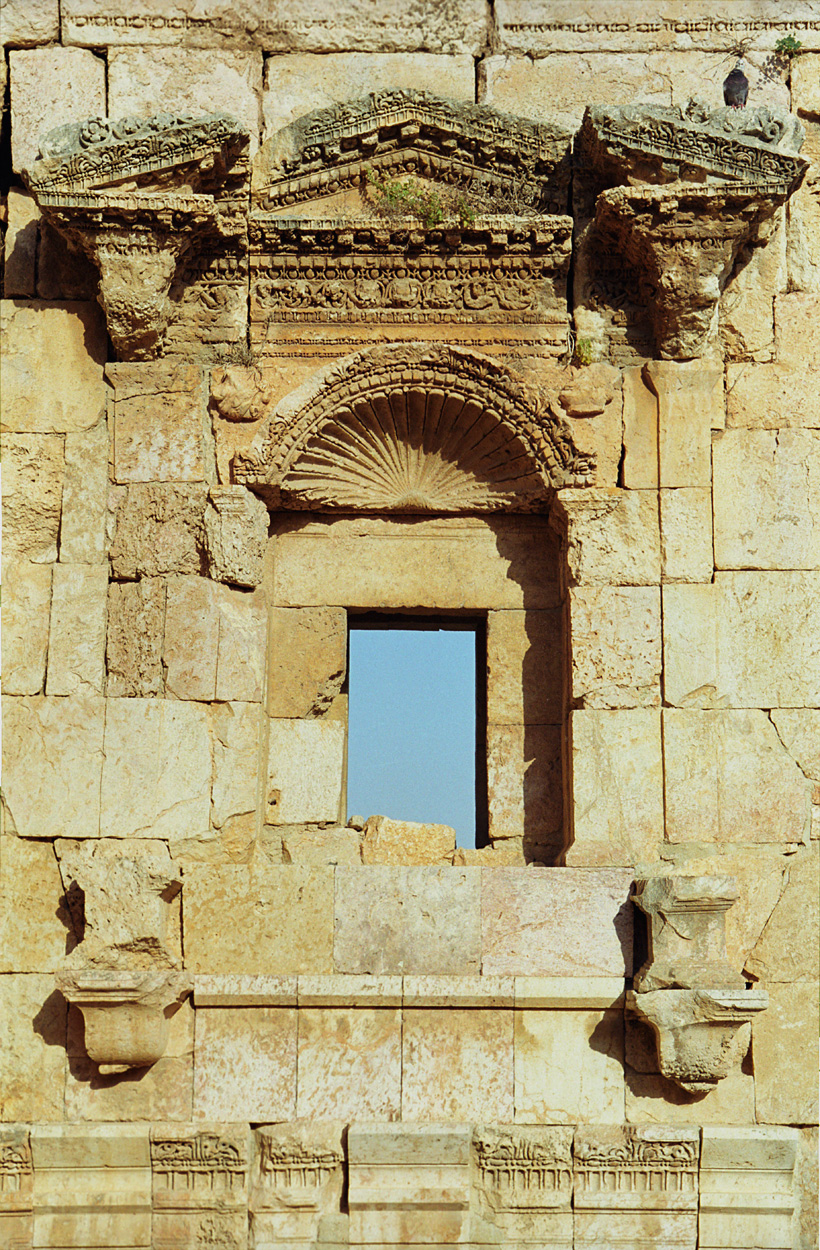
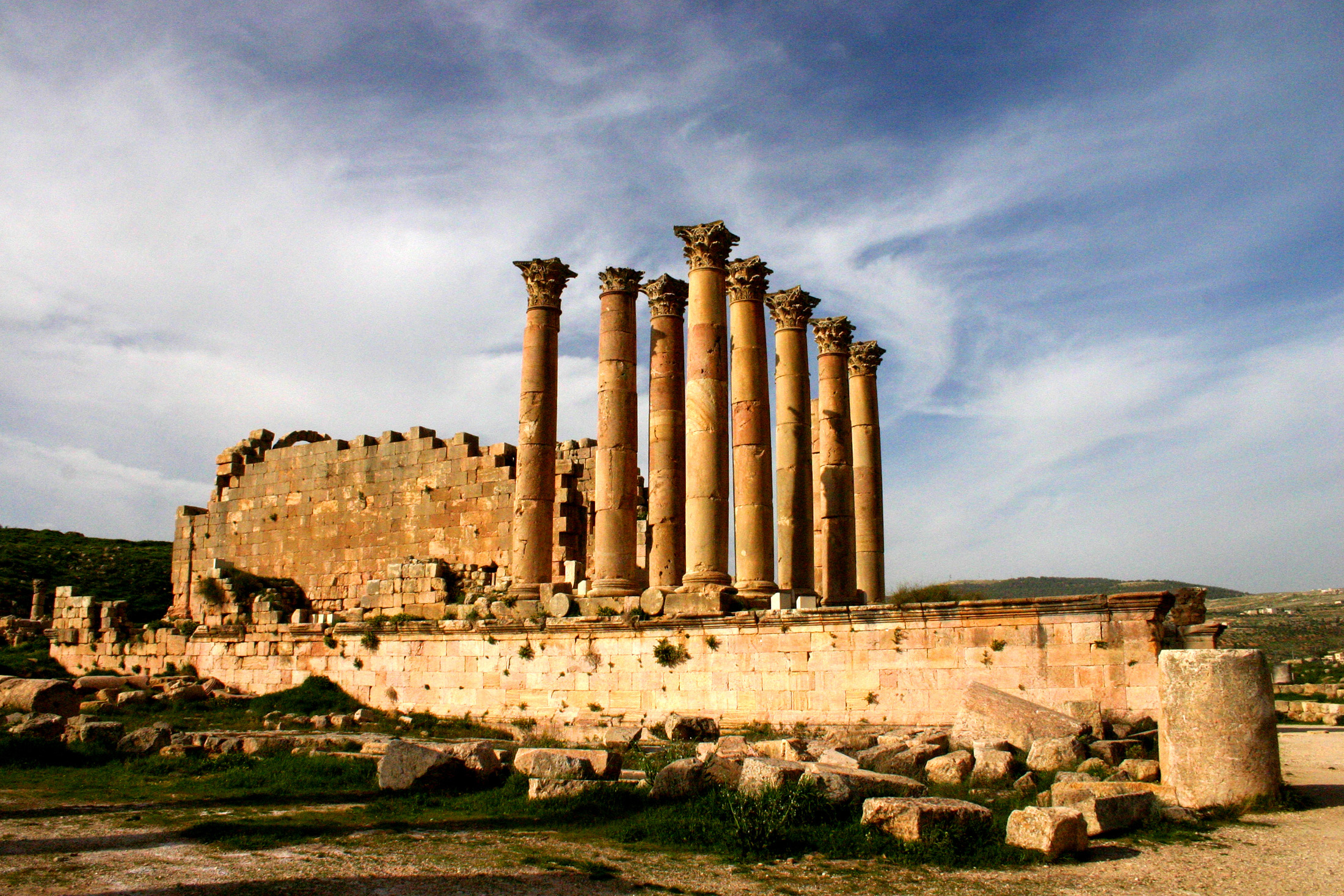